# 138 a.C.

## Eventos
- Públio Cornélio Cipião Násica Serapião e Décimo Júnio Bruto Galaico, cônsules romanos.
- Sexto ano da Terceira Guerra Ibérica.
- Zhang Qian embarca em sua primeira expediação para a Ásia Central quando é então capturado e mantido prisioneiro por dez anos.[1]
- A Hispânia Ulterior começa a ser governada por Décimo Júnio Bruto Galaico, que fortifica a cidade de Olisipo (futura Lisboa) para servir de base a operações militares.
- Fim do reinado de Diódoto Trifão (m. 137 a.C.) no Império Selêucida, iniciado a 142 a.C.